# 위르겐 모저
위르겐 쿠르트 모저(독일어: Jürgen Kurt Moser, 1928년 7월 4일 ~ 1999년 12월 17일)는 독일 태생의 수학자다. 동역학계의 연구에 기여하여 울프 수학상을 수상하였다.

## 생애
1928년 쾨니히스베르크에서 태어났다. 아버지 쿠르트 모저(독일어: Kurt E. Moser, 1895 – 1982)는 신경학자였고, 어머니 일제 슈트렐케(독일어: Ilse Strehlke)는 작곡가 루이스 슈포어의 조카였다.
1952년 괴팅겐 대학교에서 박사 학위를 수여받았다. 1955년 미국에 이민하였고, 1959년 미국 시민권을 획득하였다.
매사추세츠 공과대학교 및 뉴욕 대학교에 교수직을 맡았다. 1980년에 스위스로 이민해 취리히 연방 공과대학교 교수가 되었고, 1995년 은퇴하였다. 1983년부터 1986년 사이 국제 수학 연맹 회장을 맡았다.
1999년 스위스 취리히에서 사망하였다.

## 참고 문헌
- Mather, John N.; McKean, Henry P.; Nirenberg, Louis; Rabinowitz, Paul H. (2000년 12월). “Jürgen K. Moser” (PDF). 《Notices of the American Mathematical Society》 4 (11): 1392–1405.
- J.J. O'Connor; E. F. Robertson. “Jürgen Kurt Moser”. 2008년 7월 4일에 확인함.
- Sylvia Nasar (1999년 12월 21일). “Obituary, New York Times”. 《The New York Times》. 2010년 9월 14일에 확인함.
- American Institute of Physics. “Professional biography Jürgen Moser”. 2012년 10월 5일에 원본 문서에서 보존된 문서. 2010년 12월 5일에 확인함.
- Vladimir Arnold. “Déclin des Mathématiques (après la mort de Jürgen Moser)” (PDF). 2012년 10월 11일에 확인함.
- ETH (2002년 3월 20일). “Biography of Jürgen Moser, by ETH”. ETH. 2013년 4월 2일에 확인함.
- Guardian (2000년 3월 20일). “Obituary of Moser, by Guardian”. 《The Guardian》. 2013년 5월 27일에 확인함.
- SIAM (2001년 4월 20일). “Moser Lecture, by SIAM”. 2013년 11월 16일에 확인함.
- Max Planck Institut Leipzig (2001년 5월 31일). “In memoriam Jürgen Moser”. 《Moser Symposium, by MPI Leipzig》. 2013년 11월 16일에 확인함.
- “세계적 수학자 위르겐 모저 타계…태양계 움직임 규명”. 동아일보. 1999년 12월 22일. 2013년 10월 29일에 원본 문서에서 보존된 문서. 2013년 10월 27일에 확인함.